# Nissolia microptera
Nissolia microptera är en ärtväxtart som beskrevs av Jean Louis Marie Poiret. Nissolia microptera ingår i släktet Nissolia och familjen ärtväxter. Inga underarter finns listade i Catalogue of Life.